# ماهة (اسم)
ماهة هو اسم علم مؤنث من أصل عربي، ومعناه هو الرطبة من أثر الندى أو المطر.

## وصلات خارجية
- موسوعة السلطان قابوس لأسماء العرب